# Wasilios Pawlidis (zapaśnik)
Wasilios Pawlidis (gr. Βασίλιος Παυλίδης, ur. w 1897 w Atenach, zm. ?) – grecki zapaśnik, trzykrotny olimpiiczyk.

## Życiorys
Walczył w stylu klasycznym. Brał udział w trzech igrzyskach olimpijskich (1920 w Antwerpii, 1924 w Paryżu i 1928 w Amsterdamie), zawsze w kategorii lekkiej.

## Letnie Igrzyska Olimpijskie 1920
| Konkurencja            | Rundy eliminacyjne          | Klas. końcowa |
| Konkurencja            | Przeciwnik I                | Miejsce       |
| ---------------------- | --------------------------- | ------------- |
| 67,5 kg styl klasyczny | Charles Frisenfeldt (DEN) P | ?             |

## Letnie Igrzyska Olimpijskie 1924
| Konkurencja            | Rundy eliminacyjne   | Rundy eliminacyjne      | Klas. końcowa |
| Konkurencja            | Przeciwnik I         | Przeciwnik II           | Miejsce       |
| ---------------------- | -------------------- | ----------------------- | ------------- |
| 67,5 kg styl klasyczny | Leon Rękawek (POL) P | Holger Askehave (DEN) P | 20.           |

## Letnie Igrzyska Olimpijskie 1928
| Konkurencja            | Rundy eliminacyjne  | Rundy eliminacyjne   | Klas. końcowa |
| Konkurencja            | Przeciwnik I        | Przeciwnik II        | Miejsce       |
| ---------------------- | ------------------- | -------------------- | ------------- |
| 67,5 kg styl klasyczny | Harald Pettersson P | Tayyar Yalaz (TUR) P | 13.           |